# 沃特-西科斯基 VS-300
沃特-西科斯基 VS-300（英語：Vought-Sikorsky VS-300）是一款由伊戈爾·伊萬諾維奇·西科爾斯基設計的三葉片單引擎直升機。VS-300 的第一次“自主”飛行是在1940年5月13日。VS-300是美國第一架成功的單升力旋翼直升機，也是第一架成功使用單個垂直平面尾槳配置進行反扭矩的直升機。加上浮筒後，它也成為第一款實用的兩棲直升機。

## 發展
伊戈爾·伊萬諾維奇·西科爾斯基作為時任聯合飛機沃特-西科斯基分部的工程經理，他成功說服公司的董事們相信他對旋翼飛機的學習和研究。他的第一台實驗機VS-300於1939年9月14日進行試飛，並由電纜拴住。在開發旋翼飛行的概念時，西科斯基率先推出單一發動機來為主旋翼系統和尾旋翼系統提供動力。TsAGI-1EA在1931年的試飛為蘇聯唯一一次成功嘗試單升力旋翼直升機，它使用了一對升級的俄羅斯製造的Gnome Monosoupape 旋轉發動機，每個發動機的功率為120hp。後來西科斯基在 VS-300尾部末端增加了一個垂直機翼表面以輔助反扭矩，但因為效果不佳而被移除。 
循環控制被發現難以完善，並導致西科斯基鎖住循環系統並在尾梁後部的任一側添加兩個較小的垂直軸提升旋翼通過同時改變這些轉子的螺距，提供前後控制。 通過葉片的不同傾斜度提供側傾控制。 在這種配置下，發現 VS-300 無法輕鬆向前飛行，西科斯基曾經開玩笑說要把飛行員的座位轉過來。

### 兩棲直升機
西科斯基為VS-300安裝浮筒，並於1941年4月17日進行了水上降落和起飛，使其成為第一架實用的兩棲直升機。 1941年5月6日，VS-300 打破了 Focke-Wulf Fw 61保持的世界耐力紀錄，在高空停留了1小時32分26.1 秒。1942年5月，雙座版本交付給美國陸軍。
VS-30 的最終改型為150hp的富蘭克林發動機。 VS-300 是首批能夠運載貨物的直升機之一。VS-300 在兩年期間進行了修改，包括在 1941 年拆除了兩個垂直尾槳，當時新的循環控制系統大大改善了飛行性能。

### 退役
退役後，VS-300在密西根迪爾伯恩的亨利·福特博物館展覽至今。 

### 引用
1. 1 2  Chiles 2008, p. 104.
2. ↑  Munson 1968, p. 111.
3. ↑  . AOPA Pilot. September 2014: 28.
4. ↑  video （页面存档备份，存于）.
5. ↑  Savine, Alexandre. "TsAGI 1-EA" 的存檔，存档日期2009-01-26.. ctrl-c.liu.se, 24 March 1997. Retrieved 12 December 2010.
6. 1 2  "A National Historic Engineering Landmark: VS-300 Helicopter (1939)" 的存檔，存档日期2011-09-29.. Crystal City, Virginia: The American Society of Mechanical Engineers, American Helicopter Society, 17 May 1984.
7. ↑  Dorr 2005, p. 32.
8. ↑  "Timeline" 的存檔，存档日期2009-11-03.. Sikorsky.com. Retrieved: 22 September 2009.
9. ↑  Sikorsky, Igor. . New York: Dodd, Mead & Company. 1952: 249.
10. ↑  Munson 1985, p. 51.
11. ↑  . The Henry Ford. The Henry Ford.   [13 June 2017]. （原始内容存档于2016-03-20）.

### 文献
- Chiles, James R. The God Machine: From Boomerangs to Black Hawks: The Story of the Helicopter. New York: Bantam, 2008. ISBN 978-0-553-38352-2.
- Dorr, Robert F. Chopper: A History of America Military Helicopter Operations from WWII to the War on Terror. New York: Penguin Books, 2005. ISBN 0-425-20273-9.
- Munson, Kenneth. Helicopters and Other Rotorcraft Since 1907. London: Blandford, 1968. ISBN 0-7137-0610-4.
- Munson, Kenneth. US Warbirds, From World War 1 to Vietnam. New York: New Orchard, 1985. ISBN 978-1-85079-029-7.
- Sikorsky, I. I. "Development of the VS-300 Helicopter (A paper read at the Rotating Wing Aircraft Session of the Tenth Annual Meeting of the Institute of Aeronautical Sciences by Sikorsky, I. I, Engineering Manager, Vought-Sikorsky Division of the United Aircraft Corporation)" （页面存档备份，存于）. Flight, 3 September 1942.

## 外部連結
- "Wingless Helicopter Flies Straight Up", Popular Mechanics, September 1940 article showing Sikorsky flying his first helicopter
- Heroes of the Sky: VS300 exhibit at the Henry Ford Museum